# クリード石
クリード石（クリードせき、Creedite）はハロゲン化鉱物の1つである。蛍石や重晶石の産するような熱水鉱床の上部に産する。短柱状の先の尖った結晶になるが、白色、茶色のものが多く、紫色のものはまれである。